# 謝美麗控股
謝美麗控股有限公司，簡稱謝美麗控股（英語：Mary Chia Holdings Limited，SGX：5OX），在1982年由新加坡美容女王謝美麗（主席）創立，總裁為何雯莉。
現時業務在新加坡和馬來西亞經營瘦身、皮革護理、水療、按摩等行業。主要品牌為「謝美麗Mary Chia美容中心」、「Urban Homme」、「Mentsu」、「Masego」、「皇阿瑪」，還經營了「宝瓷林精品酒店」（Porcelain Hotel）酒店業務。而最新代言人是趙薇。
該總部位於246 MacPherson Road Betime Building, #05-03/04, S(348578)。股份在2009年8月11日於新加坡交易所凱利板上市。招股價為0.23坡元，發售股份為24,565,000股，集資額為5,650,000坡元。也是首家東南亞美容公司於新加坡交易所上市之一。
2017年8月，該公司以1100万新加坡元，售予女儿何雯莉和女婿，而上述2人是Suki寿司连锁店集团的股东之一。谢美丽的女婿持有Suki寿司73.75％股权，何雯莉则持有Suki寿司21.70％股权。

## 連結
- MaryChia.com